# 이토노세촌
이토노세촌(일본어: 糸之瀬村)은 일본 군마현 도네군에 설치되었던 촌이다. 현재의 쇼와촌에 해당한다.